# Grup Instrumental de València
El Grup Instrumental de València és un grup instrumental de música contemporània creat en 1991 sota el patrocini del Ministeri de Cultura amb el INAEM i la Generalitat Valenciana a través de l'Institut Valencià de la Música (IVM), i que té la seua seu central a València.
L'objectiu del grup és la recuperació de composicions musicals d'autors contemporanis espanyols, així com la preparació, per encàrrec, de noves peces. El grup va ser guardonat amb el Premi Nacional de Música en 2005 «per la seua labor en la recerca i la recuperació de repertori musical del segle XX», a través de la seua participació en els concerts oferits en els Instituts Cervantes en el cicle L'exili de la cultura espanyola. A partir de 2008 la seua activitat es va reduir notablement per la falta de concerts i encàrrecs, arribant en 2013 a suspendre's per complet i acomiadar als dènou músics que el componien en aquest moment. La seua activitat va quedar reduïda a algun concert ocasional en sales xicotetes i a seguir present en el Festival Ensems.
Al juny de 2015 es va anunciar per part de les institucions i els responsables una nova etapa, amb la contractació de setze músics. La direcció continuava a càrrec de Joan Cerveró, qui havia mantingut durant els pitjors anys el compromís amb el conjunt, i la presidència era per a la violinista María del Carmen Antequera.
La nova seu es troba també a la ciutat de València, a les sales d'assaig de 'Les Naus', al carrer Joan Verdeguer, propietat de l'Ajuntament de València.